# Прохоров, Александр Александрович
Александр Александрович Прохоров (1918—1998) — советский военный. Участник Великой Отечественной войны. Герой Советского Союза (1945). Полковник (8.10.1960).

## Биография
Александр Александрович Прохоров родился 21 августа 1918 года в уездном городе Козлове Тамбовской губернии РСФСР (ныне город Мичуринск, административный центр Мичуринского района Тамбовской области Российской Федерации) в семье служащего. Русский. До призыва на военную службу жил и работал в Москве. Окончил неполную среднюю школу и полиграфический техникум фабрики «Гознак».
В ряды Рабоче-крестьянской Красной Армии А. А. Прохоров был призван Москворецким районным военкоматом города Москвы 19 октября 1938 года. Окончил полковую школу политруков. Перед войной служил в Одесском военном округе заместителем политрука отдельного батальон связи.
В боях с немецко-фашистскими захватчиками Александр Александрович с 22 июня 1941 года. Воевал на Южном фронте в должности заместителя политрука 150-го отдельного батальона связи 82-го Тираспольского укрепрайона. С первого дня войны часть, в которой служил Александр Александрович, держала оборону по реке Днестр. В ходе приграничного сражения в Молдавии политработник обеспечил связь попавших в окружение частей с командованием, а позднее вместе с окруженцами вырвался из котла. С июля 1941 года воевал в прежней должности в составе 10-го отдельного батальона охраны полевого управления 9-й армии. Отступал с боями через южную Украину в Донбасс. Участвовал в оборонительных боях на реке Молочной, обороне Ростова-на-Дону, Ростовской и Барвенково-Лозовской наступательных операций. В феврале 1942 года А. А. Прохоров был переведён на должность заместителя политрука 3-го (с мая 1942 года — 9-го) отдельного батальона противотанковых ружей. Вместе со своими бронебойщиками Александр Александрович отражал атаки немецких танков на Северском Донце и в большой излучине Дона.
В ходе летнего наступления немецких войск на южном крыле советско-германского фронта 9-я армия потерпела тяжёлое поражение и была выведена в резерв Северо-Кавказского фронта. С августа 1942 года политрук, а после введения в армии единоначалия лейтенант А. А. Прохоров занимал должности комиссара и заместителя командира по политической части в истребительно-диверсионных отрядах 12-й (август-сентябрь 1942 года), 18-й (октябрь-декабрь 1942 года) и 56-й армий (с декабря 1942 год). Участник Битвы за Кавказ на Закавказском и Северо-Кавказском фронтах. В период обороны Краснодара и в ходе Туапсинской оборонительной операции Александр Александрович участвовал в семи операциях за линией фронта. Действуя в тылу немцев, отряд неоднократно добывал ценные разведданные, захватывал контрольных пленных, устраивал засады, проводил диверсии на коммуникациях противника, уничтожив при этом более 80 солдат и офицеров вермахта и 12 автомашин с продовольствием и боеприпасами. Всего за время боёв на Северном Кавказе он в составе специальных групп совершил 18 рейдов в тыл противника. 24 апреля 1943 года во время операции по захвату языка Александр Александрович был тяжело ранен и эвакуирован в госпиталь в Махачкалу.
После излечения в июле 1943 года имевшего большой боевой опыт разведывательно-диверсионной работы, но не восстановившегося после тяжёлого ранения офицера направили для прохождения дальнейшей службы в 189-й армейский запасной стрелковый полк, где он принял под командование взвод отдельной учебно-разведывательной роты. В декабре 1943 года его перевели на аналогичную должность в 180-й армейский запасной стрелковый полк. За время пребывания в этой должности старший лейтенант А. А. Прохоров подготовил для фронта более 200 войсковых разведчиков. Александр Александрович написал несколько рапортов о переводе в строевую часть, и осенью 1944 года после прохождения медицинской комиссии его в звании капитана перевели на должность офицера разведки в 694-й стрелковый полк 383-й стрелковой дивизии 33-й армии, в составе которого он вскоре убыл на 1-й Белорусский фронт. Особо отличился в ходе Варшавско-Познанской фронтовой операции, составной части стратегической Висло-Одерской операции.
В новой должности капитан А. А. Прохоров провёл во вверенном ему подразделении большую учебно-подготовительную работу и в короткое время вывел полковую разведку на новый, более высокий качественный уровень. Перед началом зимнего наступления 1945 года капитан Прохоров со своими разведчиками составил подробную карту инженерных сооружений противника на Пулавском плацдарме, его минных полей и проволочных заграждений, вскрыл систему хорошо замаскированных огневых точек. Благодаря работе разведчиков 694-й стрелковый полк и вся дивизия в целом успешно выполнили боевую задачу по прорыву долговременной и глубоко эшелонированной обороны немцев. На протяжении всей наступательной операции при освобождении Польши, а также в боях на территории Германии в рейхсгау Вартеланд и провинции Бранденбург капитан А. А. Прохоров с группами разведчиков неоднократно проникал за линию фронта и неожиданными ударами в тыл противника способствовал прорыву вражеской обороны. Разведчики также осуществляли диверсии на коммуникациях противника и собирали разведданные. Бойцы Прохорова в январе 1945 года захватили в плен офицера и до 20 немецких солдат.
30 января 1945 года продвижение 694-го стрелкового полка 383-й стрелковой дивизии к Одеру было остановлено яростным сопротивлением противника в районе населённого пункта Скампе. Прорвать немецкую оборону сходу не удалось, и командование полка приняло решение направить в тыл противника крупную диверсионную группу под командованием капитана Прохорова. Перед группой были поставлены три основные цели: во-первых, вывести из строя коммуникации оборонявшейся в районе Скампе группировки немецко-фашистских войск, таким образом нарушив их связь и лишив возможности получения боеприпасов и подхода резервов, во-вторых, крупным диверсионным актом создать у немецкого командования видимость окружения и тем самым деморализовать противника и заставить его покинуть выгодные оборонительные рубежи, в-третьих, сковать боем резервы неприятеля. В ночь на 31 января 1945 года отряд из 70 бойцов под командованием капитана А. А. Прохорова благополучно перешёл линию фронта в районе населённого пункта Митвальде и углубился на контролируемую противником территорию на 12 километров. Глубокой ночью разведчики атаковали деревню Завише, превращённую немцами в опорный пункт своей обороны. Атака была настолько неожиданной, что противник не сумел оказать должного сопротивления. В результате скоротечного боя 140 солдат и офицеров противника было уничтожено и ещё 200 сдались в плен. Бойцами Прохорова было захвачено 15 пушек, 45 автомашин с военными грузами, 25 подвод с боеприпасами и 120 лошадей. Александр Александрович с помощью пеших связных быстро наладил связь со штабом полка и получил приказ оборонять село до подхода основных сил полка. В течение трёх суток отряд разведчиков удерживал Завише, огнём трофейных орудий отбивая многочисленные атаки превосходящих сил противника. Однако полк никак не мог взломать оборону немцев у Скампе, и вечером 2 февраля 1945 года связной принёс новый приказ — атаковать позиции немцев с тыла. В ночь на 3 февраля 1945 года капитан Прохоров с боем вырвался из Завише, и стремительным маршем выйдя к четырём часам утра к населённому пункту Митвальде, атаковал немецкие позиции с тыла, вызвав панику в стане противника и обратив его в стремительное бегство. Преследуя бегущего врага, основные силы полка утром 5 февраля 1945 года вышли к реке Одер севернее города Фюрстенберг. Первым на левый берег реки по тонкому льду переправился взвод разведки под командованием капитана Прохорова. Захватив небольшой плацдарм, они обеспечили переправу основных сил полка. 6 февраля 1945 года Александр Александрович со своими бойцами в составе полка участвовал в боях за удержание и расширение захваченного плацдарма, в ходе которых полк отразил 16 яростных контратак противника. Был ранен, но не покинул поля боя. За образцовое выполнение боевых заданий командования на фронте борьбы с немецкими захватчиками и проявленные при этом отвагу и геройство указом Президиума Верховного Совета СССР от 6 апреля 1945 года капитану Прохорову Александру Александровичу было присвоено звание Героя Советского Союза.
Несмотря на полученное в боях на Одере тяжёлое ранение в грудь, Александр Александрович после излечения в госпитале в городе Седлец в марте 1945 года вернулся в строй и завершающем этапе войны участвовал в Берлинской операции. 16 апреля 1945 года он принимал непосредственное участие в прорыве немецкой обороны южнее Франкфурта. В ходе дальнейшего наступления на Берлин капитан А. А. Прохоров неотлучно находился на командном пункте командира полка и организовывал работу полковой разведки. Благодаря слаженной и чёткой работе его бойцов командование полка на всём протяжении операции получало ценные разведданные о противнике. Во время прорыва вражеской обороны на реке Шпрее, капитан Прохоров лично возглавил группу разведчиков и выявил слабое место в боевых порядках немцев, после чего вывел стрелковое подразделение в тыл противника, чем способствовал дальнейшему продвижению полка. Боевой путь Александр Александрович завершил участием в ликвидации Хальбского котла.

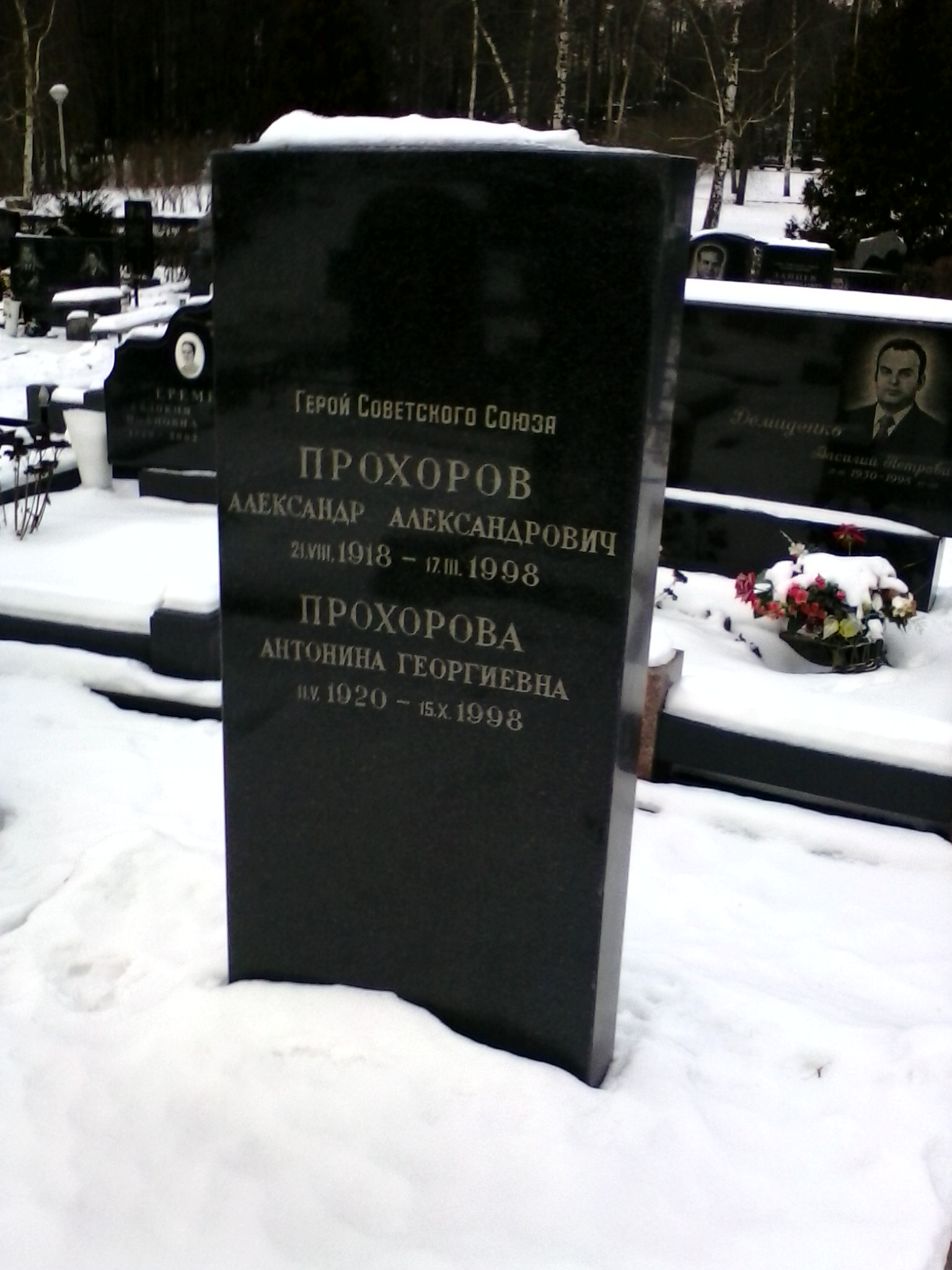
Могила Прохорова на Троекуровском кладбище Москвы

После окончания Великой Отечественной войны А. А. Прохоров продолжил службу в армии в составе Группы советских оккупационных войск в Германии. После автомобильной аварии, случившейся в августе 1945 года, он был эвакуирован в Москву и до июня 1946 года находился на госпитальном излечении. Вернувшись в строй, продолжил службу в должности начальника 2-й части Тимирязевского районного военного комиссариата города Москвы. В 1952—1953 годах служил офицером при Главном управлении кадров Советской Армии. В 1956 году Прохоров окончил Военную академию имени М. В. Фрунзе. До 1958 года занимал должность начальника отдела Сталинградского областного военкомата. Затем его вновь перевели в Москву, где он продолжил службу старшим офицером отдела кадров Московского военного округа. С 1960 года полковник А. А. Прохоров — начальник отдела Московского областного военкомата, а с декабря 1965 года — начальник группы, заместитель начальника и начальник отдела в организационно-мобилизационном управлении Штаба Гражданской обороны СССР. С декабря 1972 года полковник А. А. Прохоров в запасе. Работал начальником 2-го отдела в Министерстве мясной и молочной промышленности СССР. В ноябре 1985 года был переведён на работу в Госагропром СССР. После выхода на заслуженный отдых жил в Москве. Умер 17 марта 1998 года. Похоронен на Троекуровском кладбище столицы.

## Награды
- Медаль «Золотая Звезда» (06.04.1985);
- орден Ленина (06.04.1985);
- два ордена Отечественной войны 1-й степени (22.05.1945; 11.03.1985);
- орден Отечественной войны 2-й степени (08.02.1945);
- два ордена Красной Звезды (22.02.1943; 03.11.1953);
- медали, в том числе:
  - две медали «За боевые заслуги» (18.07.1944; 20.06.1949);
  - медаль «За оборону Кавказа».

## Память
- Мемориальная доска в честь Героя Советского Союза А. А. Прохорова установлена в Москве на фасаде дома, где он жил в 1991—1998 годах (улица Судостроительная, дом 1, корпус 2).

## Документы
- Общедоступный электронный банк документов «Подвиг Народа в Великой Отечественной войне 1941—1945 гг.» Дата обращения: 9 июня 2013. Архивировано из оригинала 13 марта 2012 года.

Представление к званию Героя Советского Союза. Дата обращения: 9 июня 2013. Архивировано 10 июня 2013 года.
Указ Президиума Верховного Совета СССР о присвоении звания Героя Советского Союза. Дата обращения: 9 июня 2013. Архивировано 10 июня 2013 года.
Орден Отечественной войны 1-й степени (наградной лист и приказ о награждении). Дата обращения: 9 июня 2013. Архивировано 10 июня 2013 года.
Орден Отечественной войны 2-й степени (наградной лист и приказ о награждении). Дата обращения: 9 июня 2013. Архивировано 10 июня 2013 года.
Орден Красной Звезды (наградной лист и приказ о награждении от 22.02.1943). Дата обращения: 9 июня 2013. Архивировано 10 июня 2013 года.
Медаль «За боевые заслуги» (наградной лист и приказ о награждении от 18.07.1944). Дата обращения: 9 июня 2013. Архивировано 10 июня 2013 года.